# あなたにムチュー
『あなたにムチュー』 (Mad About You) は、アメリカのテレビドラマ。ニューヨークを舞台に、ポール・ライザーとヘレン・ハントが演じる新婚カップルの日常を描くシチュエーション・コメディ。1992年から1999年にかけてNBCにて全7シーズン（164話）放送された。
エミー賞を12回（内訳は主演女優賞4、ゲスト女優賞2、ゲスト男優賞4、音響賞2）、ゴールデングローブ賞を4回（内訳は作品賞1、女優賞3）、全米監督協会賞を1回、全米映画俳優組合賞を1回（内訳は女優賞1）受賞している。
テーマ曲はアンドリュー・ゴールドの Final Frontier 。制作総指揮はポール・ライザーとダニー・ヤコブソン。
日本では2002年11月11日からLaLa TVで初放送された。その後、2007年4月2日から2009年2月3日まで月曜日（のちに放送曜日変更）の23:30から東京MXテレビで第4シーズンまでの95話が放送された。また、2014年8月29日から同年10月1日までの月曜日から金曜日（祝日のぞく）の朝8:00 - 8:25にテレビ東京で第1シーズンのみの22話が放送された。
2019年に12エピソード限定のリバイバル版が制作され、チャーター・コミュニケーションズを通じて同年11月20日に前半の6エピソード、12月18日に後半の6エピソードがそれぞれ放送された。ほぼすべてのメインキャラクターが再登場したが、2003年に俳優業を引退したリーラ・ケンズルが演じていたフランは登場しなかった。

## 登場人物

### 主人公
- ポール・バックマン： ポール・ライザー（日本語吹替え： 小野健一）
映画監督。ニューヨーク・マンハッタンのユニオンスクエアのマンションに住んでいる。
- ジェイミー・ステンプル・バックマン： ヘレン・ハント（児玉孝子）
結婚しつつもキャリアウーマンとして働いていたが、夫ポールのせいで会社をクビになる。

### 準レギュラー
- アイラ・バックマン： ジョン・パンクロー（川津泰彦）
ポールのいとこ。
- フラン・デヴァナウ： リーラ・ケンズル（英語版）（福島桂子）
ジェイミーの友人。
- マーク・デビット・デヴァナウ： リチャード・カインド（桜井敏治）
ジェイミーの友人フランの夫。産婦人科医。
- リサ・ステンプル： アン・ラムゼイ（英語版）（木藤聡子）
ジェイミーの姉。いいかげんな性格。
- ジェイ・セルビー： トミー・ヒンクリー（英語版）（檜山修之）
ポールの大学時代の友人。第1シーズンのみ出演。
- マレー： マウイ
ポールがジェイミーと出会う前から飼っている犬。コリーとシェパードの雑種。ブルックリン生まれ。

### その他の出演者
- シルビア・バックマン： シンシア・ハリス（英語版）
ポールの母。ジェイミーをあまり気に入っていない。
- バート・バックマン： ルイス・ゾリック（英語版）
ポールの父。
- デビー・バックマン： タリア・バルサム（第1シーズン）（佐藤しのぶ） → ロビン・バートレット（英語版）（第2〜7シーズン）
ポールの姉。
- マギー・コンウェイ： ジュディー・ギーソン（紗ゆり）
ポールとジェイミーが住むアパートの向かいの住人。ポールとジェイミーを嫌っている。
- アースラ・パメラ・ブッフェ： リサ・クドロー（田中敦子）
喫茶店のウエイトレス。恐竜の博物館の案内係の仕事もしている。主に第2シーズンと第3シーズンに出演。同じくリサ・クドローが演じる『フレンズ』のフィービーとは双子という設定で（アースラが姉）、アースラは『フレンズ』にも8話出演している。
- Dr. Joan Golfinos： スージー・プラクソン（英語版）
ポールの姉デビーの恋人。第5〜第7シーズンに出演。
- テレサ・ステンプル： ナンシー・ダソルト（英語版）（第1シーズン）（定岡小百合） → ペニー・フラー（英語版）（第2〜第3シーズン） → キャロル・バーネット（第5〜第7シーズン）
ジェイミーの母。
- ガス・ステンプル： ポール・ドゥーリイ（第1シーズン）（小山武宏） → ジョン・カーレン（英語版）（第3シーズン） → キャロル・オコナー（第5、第7シーズン）
ジェイミーの父。
- ナット： ハンク・アザリア
ポールとジェイミーが飼ってる犬マレーの散歩係。第4〜第7シーズンに出演。
- マーヴィン： ジェフ・ガーリン
ポールのいとこアイラの使用人。第5〜第7シーズンに出演。
- Dr. Sheila Kleinman： Mo Gaffney
ポールとジェイミーのセラピスト。第5〜第7シーズンに出演。
- シド： ジョージ・ペトリ（英語版）
ポールの映画のエディター。第3〜第4シーズンに出演。
- ウィッカー： ジェリー・アドラー（英語版）
ポールとジェイミーが住むアパートの管理人。主に第2シーズンと第3シーズンに出演。
- ハル・コンウェイ： パクストン・ホワイトヘッド（英語版）
ポールとジェイミーが住むアパートの向かいの住人。マギーの夫。
- ハル・コンウェイ： ジム・ピドック（英語版）（宗矢樹頼）
ポールとジェイミーが住むアパートの向かいの住人。マギーの2番目の夫。
- ランス・ブロックウェル： アラン・ラック（第4シーズン） → ハリー・グローナー（英語版）（第5シーズン）
ニューヨーク市の広報部長。第4、第5シーズンに出演。
- ウォーレン・マーメメン： スティーブン・ライト（安井邦彦）
ポールの映画のカメラマン兼エディター。第1、第2シーズンに出演。
- アラン： エリック・ストルツ
ジェイミーの昔の恋人。第3、第5、第7シーズンに出演。
- ルー・ボナパルト： ラリー・ミラー
ポールの映画のプロデューサー。主に第2シーズンに出演。
- マリアン： シンディ・ローパー
ポールのいとこアイラの妻。第2、第3、第7シーズンに出演。
- ライアン・デヴァナウ： スペンサー・クレイン（英語版）（松本美和）
ジェイミーの友人フランの息子。第1、第5シーズンに出演。
- フィルおじさん： メル・ブルックス
ポールの叔父（もしくは伯父）。第5、第6、第7シーズンに出演。
- アリソン： ゲイツ・マクファーデン
テレビ局でのポールの上司。第4シーズンに出演。
- レミー： マーヴァ・ヒックス（英語版）（相楽恵美）
ポールのアシスタント。第2、第3シーズンに出演。
- トロイ： パトリック・ブリストー
ジェイミーの職場の人間。第5シーズンに出演。
- キム： ダレル・クニトミ（第2シーズン） → ピン・ウー（英語版）（第3シーズン）
商店の店主。韓国系と思われるが、演じている俳優は日系や中国系の俳優である。

### その他の有名人のゲスト出演
※姓の五十音順
- アンドレ・アガシ
- ジョン・アスティン
- エドワード・アズナー
- ブルース・ウィリス
- パトリック・ウォーバートン
- オノ・ヨーコ
- ダン・カステラネタ
- ジャニーン・ガラファロー
- ジェームズ・キャメロン
- セス・グリーン
- ウィリアム・クリストファー（英語版）
- アル・ゴア
- ジェリー・サインフェルド
- ランディ・サベージ
- シド・シーザー
- ルドルフ・ジュリアーニ
- ビリー・ジョエル
- エレン・デジェネレス
- ポール・ドゥーリイ
- ジェイミー・ファー（英語版）
- レジス・フィルビン
- バーバラ・フェルドン
- スティーヴ・ブシェミ
- クリスティ・ブリンクリー
- ガース・ブルックス
- ケヴィン・ベーコン
- マーク・マグワイア
- パトリック・ユーイング
- カール・ライナー
- ライル・ラヴェット
- マイケル・リチャーズ
- ジェリー・ルイス
- ネイサン・レイン
- ユージン・レヴィ
- アル・ローカー（英語版）

## 放映リスト

### 第1シーズン
本国放送：1992年9月23日 - 1993年5月22日
1. （第1話）「とんだパーティー」 Romantic Improvisations
2. （第2話）「カウチを買わなきゃ!」 Sofa's Choice
3. （第3話）「夢の日曜日」 Sunday Times
4. （第4話）「昔の彼女」 Out of the Past
5. （第5話）「家族に感謝」 Paul in the Family
6. （第6話）「二人の幸せ」 I'm Just So Happy for You
7. （第7話）「地下鉄は嫌い?」 Token Friend
8. （第8話）「青春のアパート」 The Apartment
9. （第9話）「ジェイミー家の感謝祭」 Riding Backwards
10. （第10話）「向かいの教授夫妻」 Neighbors from Hell
11. （第11話）「新聞スタンドの出会い」 Met Someone
12. （第12話）「お手伝いさんもムチュー」 Maid About You
13. （第13話）「いつも一緒は退屈?」 Togetherness
14. （第14話）「田舎に住みたい!」 Weekend Getaway
15. （第15話）「結婚式で大げんか」 The Wedding Affair
16. （第16話）「バスルームでバレンタイン」 Love Among the Tiles
17. （第17話）「億万長者がやってきた」 The Billionaire
18. （第18話）「ハロー!ハロー!ハロー!」 The Man Who Said Hello
19. （第19話）「リサの幸せ宣言」 Swept Away
20. （第20話）「憧れのスパイガール」 The Spy Girl Who Loved Me
21. （第21話）「ピンチ!元カレ登場」 The Painter
22. （第22話）「初めての結婚記念日」 Happy Anniversary

### 第2シーズン
本国放送：1993年9月16日 - 1994年5月19日
1. （第23話）「マレーが消えた」 Murray's Tale
2. （第24話）「ドバッと愛して」 Bing, Bang, Boom
3. （第25話）「恋わずらい?」 Bedfellows
4. （第26話）「まさか失業!?」 Married to the Job
5. （第27話）「恐怖の掃除機バリカン」 So I Married a Hair Murderer
6. （第28話）「子供なんて大好き!」 The Unplanned Child
7. （第29話）「運命?偶然?」 Natural History
8. （第30話）「ジェイミーの誕生日」 Surprise
9. （第31話）「アイラに奥さん!?」 A Pair of Hearts
10. （第32話）「フィルムをつなげ!」 It's a Wrap
11. （第33話）「複雑な姉妹」 Edna Returns
12. （第34話）「ポールのお葬式」 Paul Is Dead
13. （第35話）「寂しい夜は･･･」 Same Time Next Week
14. （第36話）「フランが妊娠?」 The Late Show
15. （第37話）「バレンタインのプロポーズ」 Virtual Reality
16. （第38話）「不幸のブラウス」 Cold Feet
17. （第39話）「ビデオを取り返せ!」 Instant Karma
18. （第40話）「夢のマシーン!」 The Tape
19. （第41話）「秘密のラブレター」 Love Letters
20. （第42話）「マザー対決」 The Last Scampi
21. （第43話）「ジェイミー大学に行く」 Disorientation
22. （第44話）「フランのお見合い」 Storms We Cannot Weather
23. （第45話）「眠れぬ夜の大冒険」 Up All Night
24. （第46話）「結婚指輪がない!」 」 With This Ring... (1)
25. （第47話）「赤ちゃんがほしい」 」 With This Ring... (2)

※第46話と第47話は、本国では1994年5月19日に1時間ドラマとして放送された。

### 第3シーズン
本国放送：1994年9月22日 - 1995年5月18日
1. （第48話）「あの夏のハマグリ」 Escape from New York
2. （第49話）「理想のマイホーム」 Home
3. （第50話）「お墓は競馬場!」 Till Death Do Us Part
4. （第51話）「おしどり夫婦の秘訣」 When I'm Sixty-Four
5. （第52話）「跡取りはだれ?」 Legacy
6. （第53話）「ケーブル泥棒」 Pandora's Box
7. （第54話）「パーティーの帰り道」 The Ride Home
8. （第55話）「感謝祭にようこそ」 Giblets for Murray
9. （第56話）「最高のエッチ」 Once More With Feeling
10. （第57話）「ニューヨークなんて大嫌い」 The City
11. （第58話）「15分間のドキュメンタリー」 Our Fifteen Minutes
12. （第59話）「セクシーガールの落とし方」 How to Fall in Love
13. （第60話）「もうすぐ結婚式　パート1」 Mad About You (1)
14. （第61話）「もうすぐ結婚式　パート2」 Mad About You (2)
15. （第62話）「スター誕生!?」 Just My Dog
16. （第63話）「ハチャメチャ大物コメディアン」 The Alan Brady Show
17. （第64話）「あなたの留守チュー」 Mad Without You
18. （第65話）「不幸を運ぶバッグ」 Purseona
19. （第66話）「うそつきパラダイス」 Two Tickets to Paradise
20. （第67話）「元妻は伯爵夫人」 Money Changes Everything
21. （第68話）「アンハッピーバースディ」 Cake Fear
22. （第69話）「ジェイミーは悪の女王?」 My Boyfriend's Back
23. （第70話）「運命のいたずら　パート1」 Up in Smoke (1)
24. （第71話）「運命のいたずら　パート2」 Up in Smoke (2)

### 第4シーズン
本国放送：1995年9月24日 - 1996年5月19日
1. （第72話）「ゆうべの子づくり」 New Sleep-Walking PLUS
2. （第73話）「あこがれの駐車場」 The Parking Space
3. （第74話）「相性診断」 The Test
4. （第75話）「子作り宣言」 The Good, the Bad and the Not-So-Appealing
5. （第76話）「仕事も赤ちゃんも」 I Don't See It
6. （第77話）「ようこそヨーコ」 Yoko Said
7. （第78話）「散歩はつらいよ」 An Angel for Murray
8. （第79話）「みんなウソツキ」 The Couple
9. （第80話）「時間よ止まれ!」 New Year's Eve
10. （第81話）「排卵日まで待って」 Ovulation Day
11. （第82話）「自慢のギックリ腰」 Get Back
12. （第83話）「あなたの夢中!?」 Dream Weaver
13. （第84話）「ギャンブルにムチュー」 Hot and Cold
14. （第85話）「赤ちゃんができない!」 Fertility
15. （第86話）「アイラの恋」 Everybody Hates Me
16. （第87話）「貸し借りゲーム」 Do Me a Favor
17. （第88話）「接着剤な人々」 The Glue People
18. （第89話）「10億のジュニアたち」 The Sample
19. （第90話）「手術DEデート」 The Procedure
20. （第91話）「ゆずれない雑草」 The Weed
21. （第92話）「初めての授賞式」 The Award
22. （第93話）「もつれた赤い糸　パート1」 The Finale (1)
23. （第94話）「もつれた赤い糸　パート2」 The Finale (2)
24. （第95話）「もつれた赤い糸　パート3」 The Finale (3)

### 第5シーズン
本国放送：1996年9月17日 - 1997年5月20日
1. （第96話） Dr. Wonderful
2. （第97話） The Grant
3. （第98話） Therapy
4. （第99話） The Clip Show
5. （第100話） Burt's Building
6. （第101話） Jamie's Parents
7. （第102話） Outbreak
8. （第103話） Every Good Boy Deserves Fudge
9. （第104話） The Gym
10. （第105話） Chicken Man
11. （第106話） The Recital
12. （第107話） The Handyman
13. （第108話） Astrology
14. （第109話） The Penis
15. （第110話） Citizen Buchman
16. （第111話） Her Houseboy, Coco
17. （第112話） On the Road
18. （第113話） The Cockatoo
19. （第114話） The Touching Game
20. （第115話） The Dry Run
21. （第116話） Guardianhood
22. （第117話） The Feud
23. （第118話） The Birth (1)
24. （第119話） The Birth (2)

### 第6シーズン
本国放送：1997年9月23日 - 1998年5月19日
1. （第120話） Coming Home
2. （第121話） Letters to Mabel
3. （第122話） Speed Baby
4. （第123話） Uncle Phil and the Coupons
5. （第124話） Moody Blues
6. （第125話） The Magic Pants
7. （第126話） Le Sex Show
8. （第127話） The New Friend
9. （第128話） The Conversation
10. （第129話） Breastfeeding
11. （第130話） Good Old Reliable Nathan
12. （第131話） Separate Planes
13. （第132話） Cheating on Sheila
14. （第133話） Back to Work
15. （第134話） The Second Mrs. Buchman
16. （第135話） The Coin of Destiny
17. （第136話） The Caper
18. （第137話） The Baby Video
19. （第138話） Fire at Riff's
20. （第139話） Mother's Day
21. （第140話） Paul Slips in the Shower
22. （第141話） Nat & Arley
23. （第142話） The Finale

### 第7シーズン
本国放送：1998年9月22日 - 1999年5月24日
1. （第143話） Season Opener
2. （第144話） A Pain in the Neck
3. （第145話） Tragedy Plus Time
4. （第146話） There's a Puma in the Kitchen
5. （第147話） The Silent Show
6. （第148話） Weekend in L.A.
7. （第149話） The Thanksgiving Show
8. （第150話） The Buried Fight
9. （第151話） Farmer Buchman
10. （第152話） Win a Free Car
11. （第153話） The Honeymoon
12. （第154話） Valentine's Day
13. （第155話） Virtual Reality II
14. （第156話） Uncle Phil Goes Back to High School
15. （第157話） Murray at the Dog Show
16. （第158話） Millennium Bug
17. （第159話） Separate Beds
18. （第160話） Stealing Burt's Car
19. （第161話） Paved with Good Intentions
20. （第162話） The Dirty Little Secret
21. （第163話） The Final Frontier (1)
22. （第164話） The Final Frontier (2)

## 主な受賞
エミー賞（プライムタイム・エミー賞）
- 主演女優賞（コメディ・シリーズ部門） - 第48、49、50、51回 - ヘレン・ハント
- ゲスト女優賞（コメディ・シリーズ部門）
  - 第47回 - シンディ・ローパー （第67話「元妻は伯爵夫人」のマリアン役）
  - 第49回 - キャロル・バーネット （ジェイミーの母テレサ役）
- ゲスト男優賞（コメディ・シリーズ部門）
  - 第47回 - カール・ライナー （第63話「ハチャメチャ大物コメディアン」のAlan Brady役）
  - 第49、50、51回 - メル・ブルックス （フィルおじさん役）
- 音響賞（コメディ・シリーズ部門） - 第46、47回

ゴールデングローブ賞 テレビドラマ部門
- 作品賞（ミュージカル・コメディ部門） - 第52回
- 女優賞（ミュージカル・コメディ部門） - 第51、52、54回 - ヘレン・ハント

全米監督協会賞
- コメディ・シリーズ部門 - 第48回 - ゴードン・ハント（英語版） （第63話「ハチャメチャ大物コメディアン」にて）

全米映画俳優組合賞
- 女優賞（コメディ・シリーズ部門） - 第1回 - ヘレン・ハント